# Trombopoeza
Trombopoeza – wieloetapowy proces powstawania trombocytów.
Zachodzi on w narządach krwiotwórczych, dokładnie w szpiku kostnym. Z komórki macierzystej krwiotworzenia (hemocytoblastu) w obrębie szpiku kostnego powstaje megakarioblast. W wyniku zmian ultrastrukturalnych w obrębie tej komórki przechodzi ona w promegakariocyt, w przeciwieństwie do prekursora, posiadającej ziarnistości oraz zasadochłonną cytoplazmę. Za dojrzałą komórkę tej linii komórkowej uważa się megakariocyt. W wyniku rozwoju ziarnistości grupują się tworząc granulomer, tym samym pozostawiają bezziarnisty hialomer. Ten fragment odłącza się tworząc trombocyt.